# 미야모토 도모미
미야모토 도모미(일본어: 宮本 ともみ, 1978년 12월 31일 ~ )는 일본의 은퇴한 여자 축구 선수이다.

## 국가대표팀 경력
그녀는 1997년 6월 8일 중국과의 경기에서 일본 국가대표팀에 데뷔했다. 1997년 AFC 여자 축구 선수권 대회 3위, 1998년과 2002년 아시안 게임 동메달 획득에 기여했으며 3번의 FIFA 여자 월드컵, 2004년 하계 올림픽에도 출전했다. 그녀는 2007년까지 국제 A매치 77경기에 출전하여 13득점을 넣었다.

## 통계
| 일본 | 일본 | 일본 |
| 연도 | 출전 | 득점 |
| ---- | ---- | ---- |
| 1997 | 6    | 2    |
| 1998 | 10   | 1    |
| 1999 | 14   | 2    |
| 2000 | 0    | 0    |
| 2001 | 0    | 0    |
| 2002 | 7    | 1    |
| 2003 | 14   | 3    |
| 2004 | 9    | 2    |
| 2005 | 0    | 0    |
| 2006 | 1    | 0    |
| 2007 | 16   | 2    |
| 통산 | 77   | 13   |